# Zbigniew Mentzel
Zbigniew Mentzel (ur. 20 kwietnia 1951 w Warszawie) – filolog polski, prozaik, eseista i felietonista „Tygodnika Powszechnego”.

## Życiorys
W 1969 ukończył IV Liceum Ogólnokształcące im. Adama Mickiewicza w Warszawie, w latach 1970–1975 studiował filologię polską na Uniwersytecie Warszawskim. Do 1982 pracował w tygodniku „Polityka”. Później współpracował z emigracyjnym wydawnictwem Puls w Londynie, a w latach 1991–1993 z kwartalnikiem „Puls” w Warszawie. Publikował także w pismach: „Parkiet”, „Przekrój”, „Gazeta Wyborcza” i „Rzeczpospolita”. Felietonista „Skarpy Warszawskiej”.
W 2006 jego książka Wszystkie języki świata znalazła się w finale Nagrody Literackiej „Nike”.
Poeta Janusz Szuber zadedykował Zbigniewowi Mentzlowi wiersz Mów, co ci ślina na język przyniesie, opublikowany w tomie poetyckim Tym razem wyraźnie (2014).
Przez dziesięć lat był związany z Agnieszką Osiecką. Od 1998 jego żoną jest tłumaczka Dorota Jovanka Ćirlić.

## Twórczość
- Pod kreską (1990 – zbiór esejów)
- Laufer (1998 – zbiór esejów)
- Niebezpieczne narzędzie w ustach (2001 – zbiór esejów)
- Wszystkie języki świata (Kraków, 2005, ISBN 83-240-0560-9)
- Czas ciekawy, czas niespokojny (Kraków, 2007 – rozmowa z Leszkiem Kołakowskim)
- Spadający nóż – wariacja literacka (Kraków, 2016)[4]
- Kaszanka jako forma życia duchowego (Kraków, 2019)
- Kołakowski. Czytanie świata. Biografia (Kraków, 2020)